# شهرستان زونالنی
شهرستان زونالنی (به لاتین: Zonalny District) یک منطقهٔ مسکونی در روسیه است که در سرزمین آلتای واقع شده‌است.